# Stazione di Kurume
La stazione di Kurume (久留米駅?, Kurume-eki) è una stazione ferroviaria di Kurume servita anche dalla linea ad alta velocità del Kyūshū Shinkansen. Le altre linee sono la linea principale Kagoshima e la Kyūdai.

## Linee

### Treni
JR Kyushu
■ Kyūshū Shinkansen
■ Linea principale Kagoshima
■ Linea principale Kyūdai

## Strutture e impianti
L'edificio di stazione, rimodernato nel 2010 in occasione dell'estensione del Kyushu Shinkansen, è una struttura in acciaio che si rifà alla tradizione della città di Kurume, con ampio impiego di vetrate colorate.
La stazione è divisa in due sezioni, una per la linea ad alta velocità, e una per le linee regionali.
La prima si trova al terzo piano sopraelevato, con due marciapiedi laterali e due binari passanti. Non sono presenti binari di transito al centro, per questo sono installate delle porte di banchina a protezione dei passeggeri durante il transito ad alta velocità dei convogli veloci.
I binari delle linee regionali sono situati al piano terra, con due marciapiedi a isola serventi quatro binari e uno di testa con un binario. 
La stazione è presenziata, e sede del capostazione. Sono presenti anche biglietteria presenziata, tornelli automatici con supporto alla bigliettazione elettronica Sugoca e compatibili.
Come in molte stazioni giapponesi di grandi dimensioni, le diverse uscite hanno dei nomi specifici. Il lato città è chiamato "Machinaka-guchi", e il lato opposto è chiamato "Suitengū'guchi".

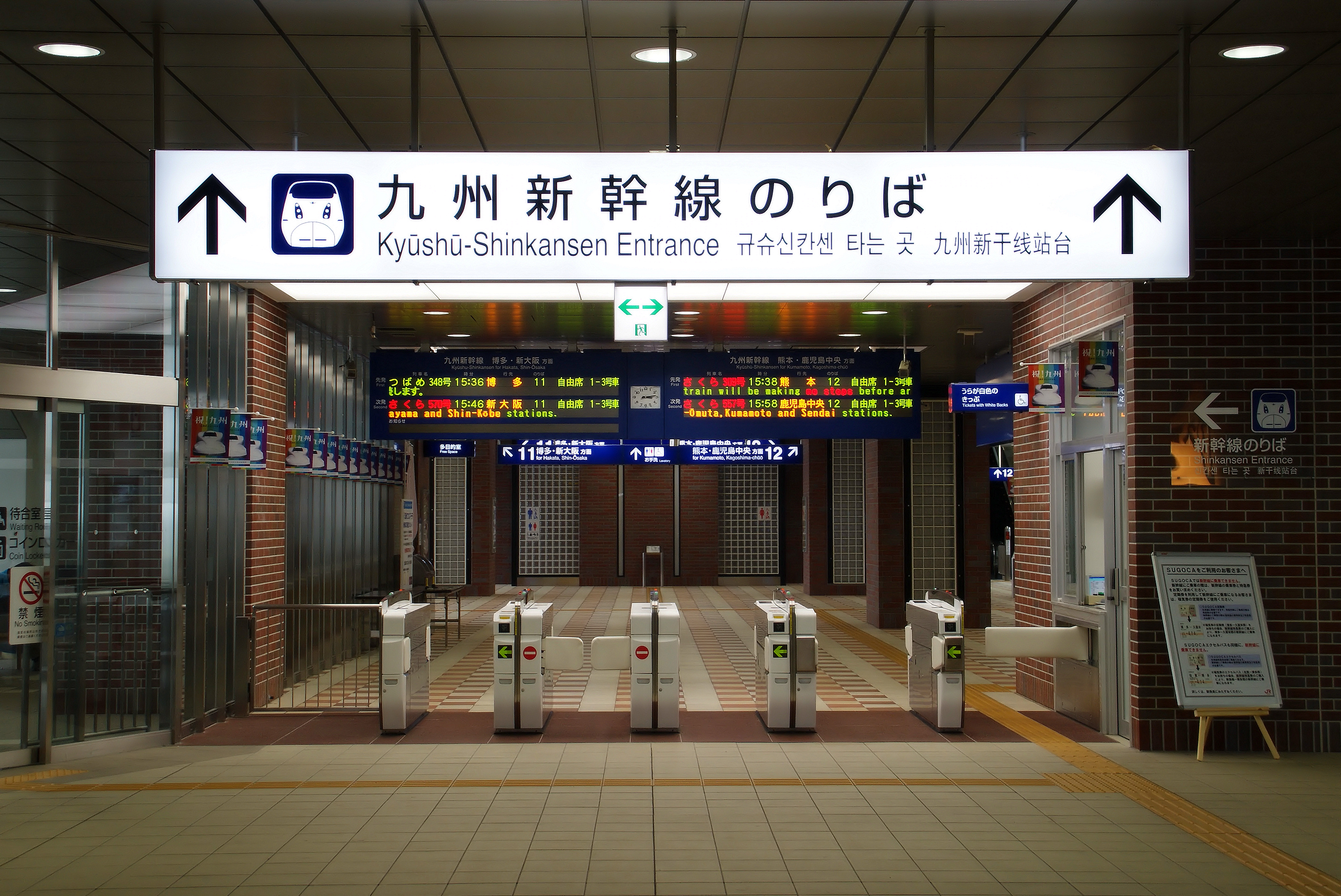
Ingresso della linea ad alta velocità
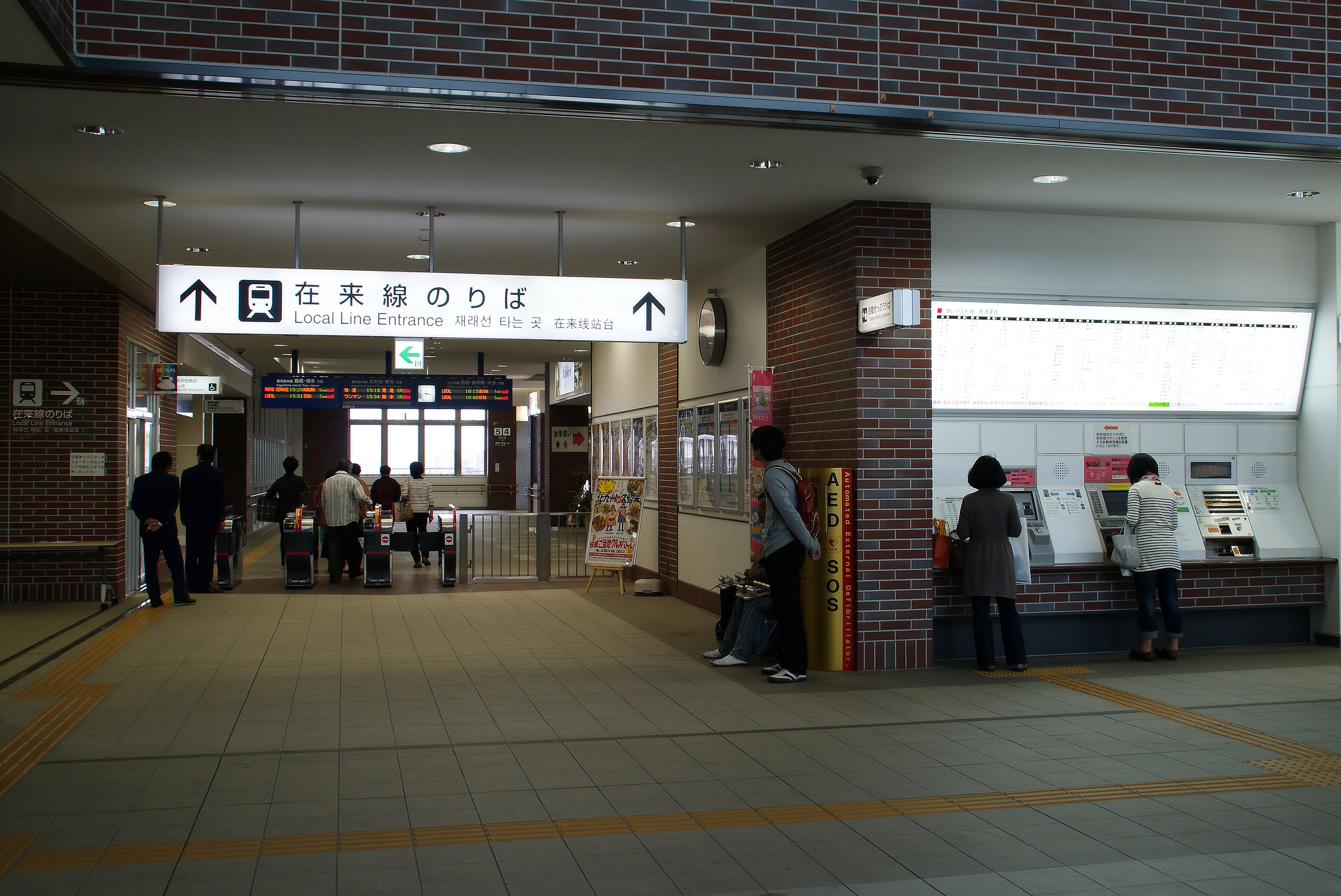
Entrata delle linee regionali
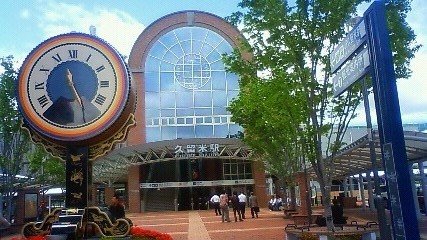
Vista dell'ingresso ravvicinata

I treni sono distribuiti sui binari nel modo seguente:
| 1-3 | ■ Linea principale Kagoshima |  | per Ōmuta e Kumamoto             |
| 2   | ■ Linea principale Kyūdai    |  | per Hita e Yufuin                |
| 4-5 | ■ Linea principale Kagoshima |  | per Hakata, Akama, Orio e Kokura |
| 11  | Kyūshū Shinkansen            |  | per Hakata e Shin-Ōsaka          |
| 12  | Kyūshū Shinkansen            |  | per Kumamoto e Kagoshima-Chūō    |

## Stazioni adiacenti
| «                          | Servizio          | »                 |
| Kyushu Shinkansen          | Kyushu Shinkansen | Kyushu Shinkansen |
| -------------------------- | ----------------- | ----------------- |
| Shin-Tosu                  | -                 | Chikugo-Funagoya  |
| Linea principale Kagoshima |                   |                   |
| Hizen-Asahi                | Locale            | Araki             |
| Tosu                       | Semirapido1       | Araki             |
| Tosu                       | Rapido            | Araki             |
| Linea principale Kyūdai    |                   |                   |
| Capolinea                  | Locale            | Kurume-Kōkōmae    |

Fermano inoltre i seguenti treni espressi limitati:
- Yufu
- Yufuin no mori